# Hollerbach (Brensbach)
Der Hollerbach ist ein etwa zwei Kilometer langer rechter und nordöstlicher Zufluss des Brensbaches.

## Geographie

### Verlauf
Der Hollerbach entspringt im Odenwald auf einer Höhe von etwa 328 m ü. NHN in einem Mischwald nordöstlich von Brensbach-Höllerbach am Südwesthang des Hermesberges.
Er fließt zunächst etwa 300 m in südwestlicher Richtung  durch Waldgelände, welches dann von einem Wiesenstreifen abgelöst wird. Dort wird der Hollerbach auf seiner linken Seite von dem  aus Südosten kommenden Höllerbach gespeist. Nach knapp einen Kilometer erreicht der Hollerbach die Ortschaft Höllerbach, wo ihm der ebenfalls aus dem Südosten kommende Bach von den Rehwiesen zufließt. Der Hollerbach läuft nun am Südrand des Ortes entlang und fließt dann südwestwärts durch Felder und Wiesen begleitet von der L 3106. Kurz bevor er Brensbach erreicht, nimmt er auf seiner linken Seite noch den Matzbach auf und mündet schließlich auf einer Höhe von etwa 185 m ü. NHN östlich von Brensbach  in den gleichnamigen Bach.

### Zuflüsse
- Höllerbach  (links), 1,4 km
- Bach von den Rehwiesen (links), 1,5 km
- Matzbach (links), 1,3 km

### Flusssystem Gersprenz
- Fließgewässer im Flusssystem Gersprenz